# Звонобот
Zvonobot – международная IT-компания, занимающаяся разработкой голосовых роботов для обзвонов. Zvonobot использует собственную нейронную сеть, которую разработчики обучают под разные ниши бизнеса. После запуска робот продолжает самообучаться в процессе разговоров с клиентами. Zvonobot является международным проектом – робот осуществляет звонки в Казахстане, Индии, Нигерии, Чехии и других странах. Zvonobot принимал участие в ряде крупных акселераторов, таких как ФРИИ, 500 Startups и др. Также он является резидентом «Сколково».

## Основатель компании
Основателем компании Zvonobot является предприниматель Николай Харин. Он создал проект Zvonobot в 2015 году. Более 10 лет Николай Харин занимается лидогенерацией. С 2016 года он углубился в тему внедрения ИИ в бизнес-процессы.

## История компании
2015 – Запуск проекта Zvonobot.

2017 – Проект прошёл программу акселерации во ФРИИ, стал портфельной компанией и смог получить финансирование – 33 000$.

2018 – Zvonobot принял участие в программе акселерации в StartUp Kazakhstan.Проект был официально запущен в Казахстане.

2019 – Zvonobot стал резидентом «Сколково».

2019 – Проект прошёл в финал конкурса от «ИЦ Ай-Теко» и «Сколково», который был посвящён поиску и развитию технологических компаний в рамках партнёрской программы для финансового сектора. 

2020 – Сервис Zvonobot стал одним из участников Open Innovations Startup Tour. Победил в треке “Информационные технологии”. 

2020 – Зарегистрирована официальная торговая марка Zvonobot. 

2021 – Сервис получил Мини-грант от Фонда ИЦ «Сколково».

2022-2023 – Проект удостоился гранта от Фонда содействия инновациям. Благодаря ему были разработаны речевая аналитическая подсистема, модули определения тишины и автоответчиков, нелинейный сценарий разговора. 

## Функционал сервиса
Во время обзвонов робот Zvonobot распознаёт человеческую речь, реагирует на реплики клиентов и генерирует ответы в реальном времени, руководствуясь заранее составленным сценарием . Для взаимодействия клиентов с роботом создаётся интерактивное голосовое меню (IVR). Пользователи могут взаимодействовать с IVR голосом или через нажатие на нужные кнопки на экране телефона. Скорость обзвона роботом – 1000 клиентов за несколько минут. Клиенты настраивают обзвоны в сервисе Zvonobot следующим образом:

 1. Клиент загружает базу контактов, которые нужно обзвонить, в формате списка или таблицы. 

 2. Указывает номер, с которого будет совершаться рассылка. Номеров может быть несколько.  

 3. Записывает аудиоролики для обзвона прямо на платформе, загружает уже готовые аудиоролики в систему или пишет текст и просит робота озвучить его. 

 4. Подключает интеграцию с виджетом amoCRM или другой CRM-системой через API.  

 5. Далее следует настройка дополнительных возможностей, например, регулировка скорости обзвона, планирование голосовой рассылки на определённое время, подключение переадресации вызовов на менеджера, дополнительная отправка СМС. 

 6. Робот обзванивает клиентов из загруженной базы и общается с ними.

 7. После обзвона в личном кабинете собирается статистика для оценки его успешности.